# Agfa Parat

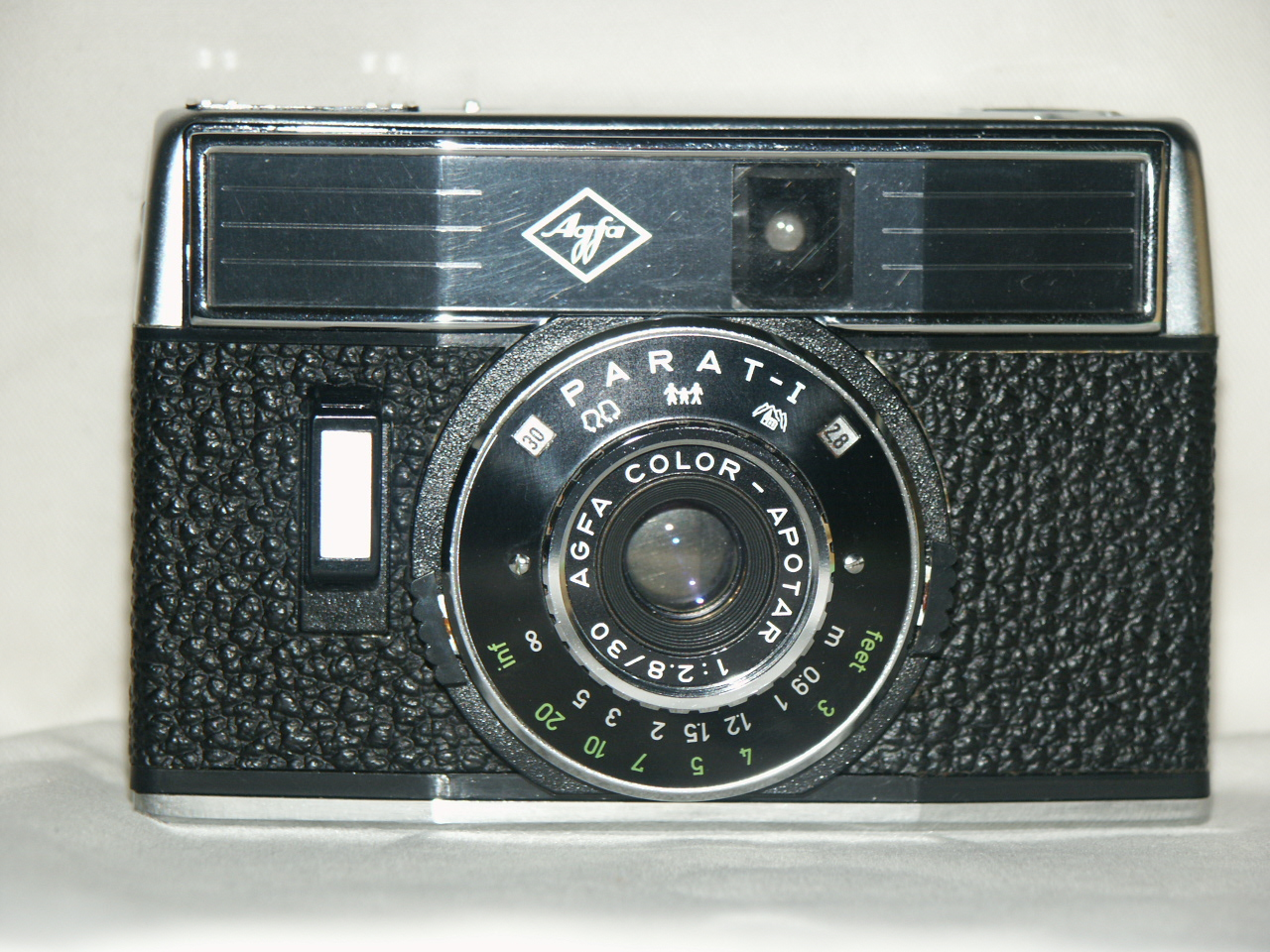
AGFA Parat I

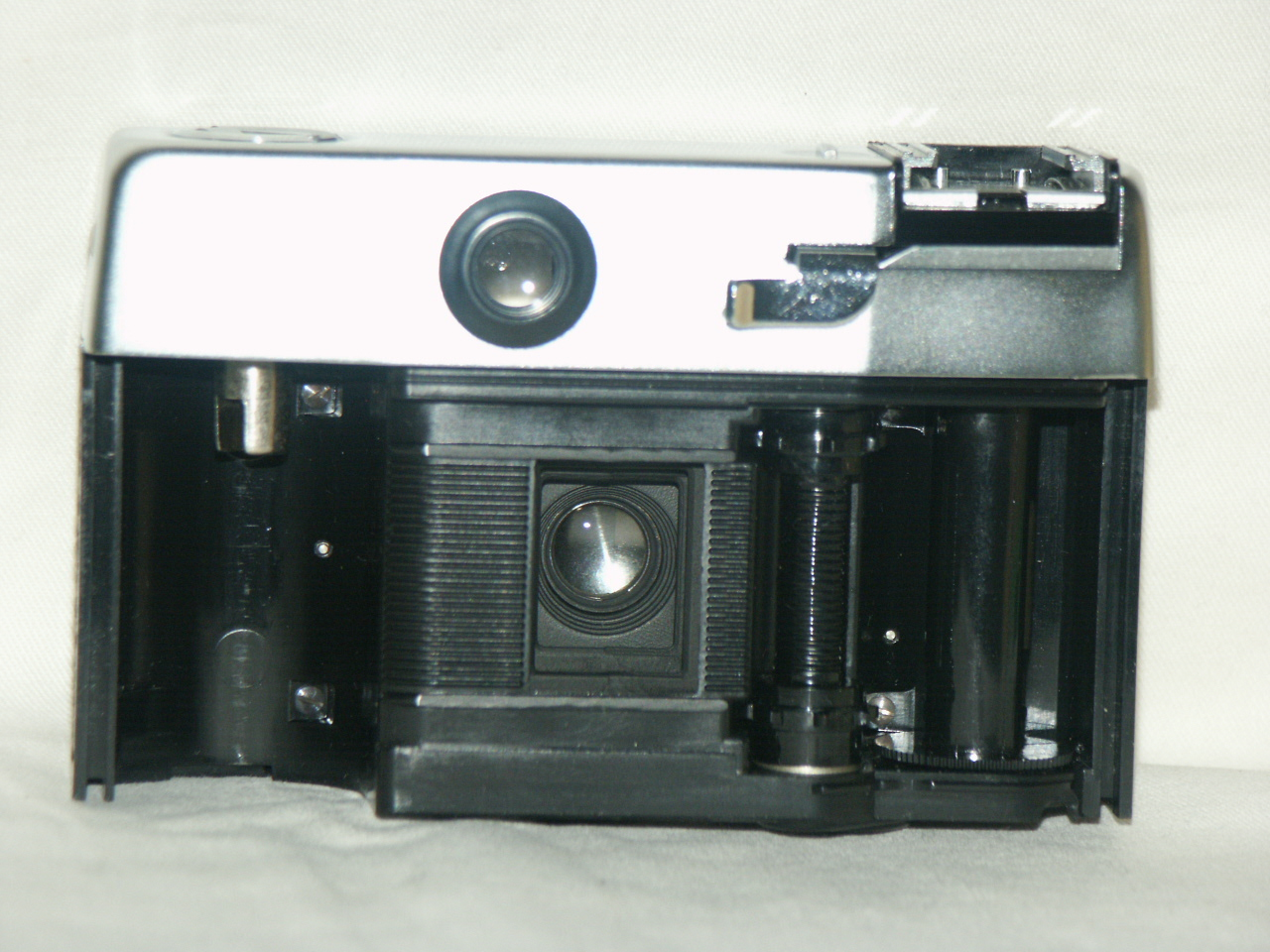
Innenleben AGFA Parat I mit Filmbühne

Mit Parat bezeichnete Agfa eine Baureihe von Halbformat-Kleinbildkameras. Sie bestand aus drei Modellen, die zwischen 1963 und 1968 gebaut wurden und aufgrund geringer Verkaufszahlen keine Nachfolger erhielten.

## Entstehung

### Vorgeschichte
In den 1960er Jahren war die Vorstellung bei den Kameraherstellern populär, die gestiegene Auflösung von Filmmaterialien werde bei Kompaktkameras zu kleineren Aufnahmeformaten führen. So entstanden einige Kameras, die mit 16 mm Filmbreite arbeiteten, etwa die Rollei 16, für die es aber nicht allerorten Filme zu kaufen gab. Ein anderer Weg bestand darin, den bekannten Kleinbildfilm vom Typ 135 zu verwenden und im Format 18 mm × 24 mm zu belichten. Dieses Halbformat führte naturgemäß zu einer doppelten Bildzahl, sie reichte also von 24 Aufnahmen auf einen Film mit 12 Aufnahmen im herkömmlichen Format bis zu 72 Aufnahmen anstatt gewöhnlich 36 Aufnahmen. Bekanntester Vertreter war die Olympus Pen in ihren verschiedenen Ausführungen. Diesen Weg ging auch das Agfa Camerawerk München mit der auf der Photokina 1963 vorgestellten Parat.

### Grundkonstruktion
Die Parat verwendet das Kunststoffgehäuse der Optima 500 SN, unterscheiden kann man die beiden Kameras vor allem am Objektiv und am Sucher: Da der Filmtransport wie gewohnt von links nach rechts ablief, ergab sich bei gewohnter Kamerahaltung das Hochformat und eben ein entsprechender Sucher. Folglich musste man die Kamera für Querformat-Fotos hochkant halten. Das kleine Bildformat hatte darüber hinaus einen geringeren Transportweg zufolge, so dass man den Schnellschalthebel auch nur halb so weit drehen musste und die Kamera entsprechend rasanter wieder aufnahmebereit war.
Für das Objektiv setzte Agfa auf 30 mm Brennweite, was 43 mm beim Vollformat entsprach. Solch ein Objektiv ragte naturgemäß weit weniger aus dem Gehäuse heraus, weswegen die Bedienelemente für den Verschluss nicht als Drehringe ausgeführt werden konnten und es sich um Schieber mit Kunststoffgriff handelte. Die Entfernung ging aber wie gewohnt durch Drehen der – allerdings wenig griffigen – vorderen Linsenfassung vonstatten. Wie von der Optima gewohnt standen dafür die drei Symbole Porträt, Gruppe und Landschaft zur Verfügung sowie eine Entfernungsskala an der Unterseite. Da sich Objektive für kleinere Aufnahmeformate leichter fertigen ließen, wiesen alle Parat-Kameras die recht hohe Lichtstärke 1: 2,8 auf.
Das Filmzählwerk befand sich an der Kameraunterseite und reichte bis 72 Aufnahmen. Es zählte rückwärts, wozu es nach dem Filmeinlegen entsprechend der Filmlänge eingestellt werden musste.

### Paratic-Verschluss
Agfa setzte bei den Parat-Kameras einen Verschluss aus eigener Fertigung ein und nannte ihn vom Kameranamen abgeleitet Paratic. An dieser Bezeichnung hielt man auch beim Einsatz in anderen Kameras fest, den 1970 vorgestellten elektronischen Verschluss nannte man sogar Paratronic.

### Diafilme
Agfa bot auch Diarähmchen für das Format 18 mm × 24 mm an, so dass mit einer Parat erstellte Dias in einem gewöhnlichen Projektor vorgeführt werden konnten. Allerdings musste aufgrund des kleineren Formats entweder ein Objektiv mit kürzerer Brennweite in den Projektor eingesetzt oder der Abstand vom Projektor zur Leinwand vergrößert werden.

### Verbreitung
Die Parat-Kameras fanden ungeachtet ihrer Vorzüge nur wenige Käufer, was zum einen an der ungewohnten Kamerahaltung lag, zum anderen an der Größe. Schließlich hatte Agfa keine grundlegend neue Kamera konstruiert, sondern ein bestehendes, für das Halbformat eigentlich zu großes Gehäuse verwendet. Dies verursachte allerdings kaum Werkzeugkosten, so dass die Baureihe auch keinen finanziellen Verlust verursachen konnte.
Die Kameras blieben bis 1968 im Programm, dann wurden sämtliche Kameras mit dem Gehäuse, es waren neben der Optima Ia noch verschiedene Silette-Modelle durch eine neue Generation ersetzt.

## Modelle

### Parat I
Die Parat I verzichtete als Einstiegsmodell auf eine Belichtungsmessung. An ihr konnte mit dem Einsteller rechts (in Fotografierrichtung) am Objektiv die Belichtungszeit und mit jenem links die Blende eingestellt werden, die Werte erschienen dann in einem kleinen Fenster vorne an der Umrandung des Objektivs. Die Blendenwerte reichte von 2,8 bis 22, als Zeiten standen 1⁄30 s, 1⁄60 s und 1⁄125 s sowie B für Langzeitaufnahmen zur Verfügung. Ein Drahtauslöser-Anschluss befand sich unterhalb der Auslösetaste.
Die Parat I besaß ein dreilinsiges Objektiv vom Typ Apotar und stets eine schwarze Objektivumrandung.

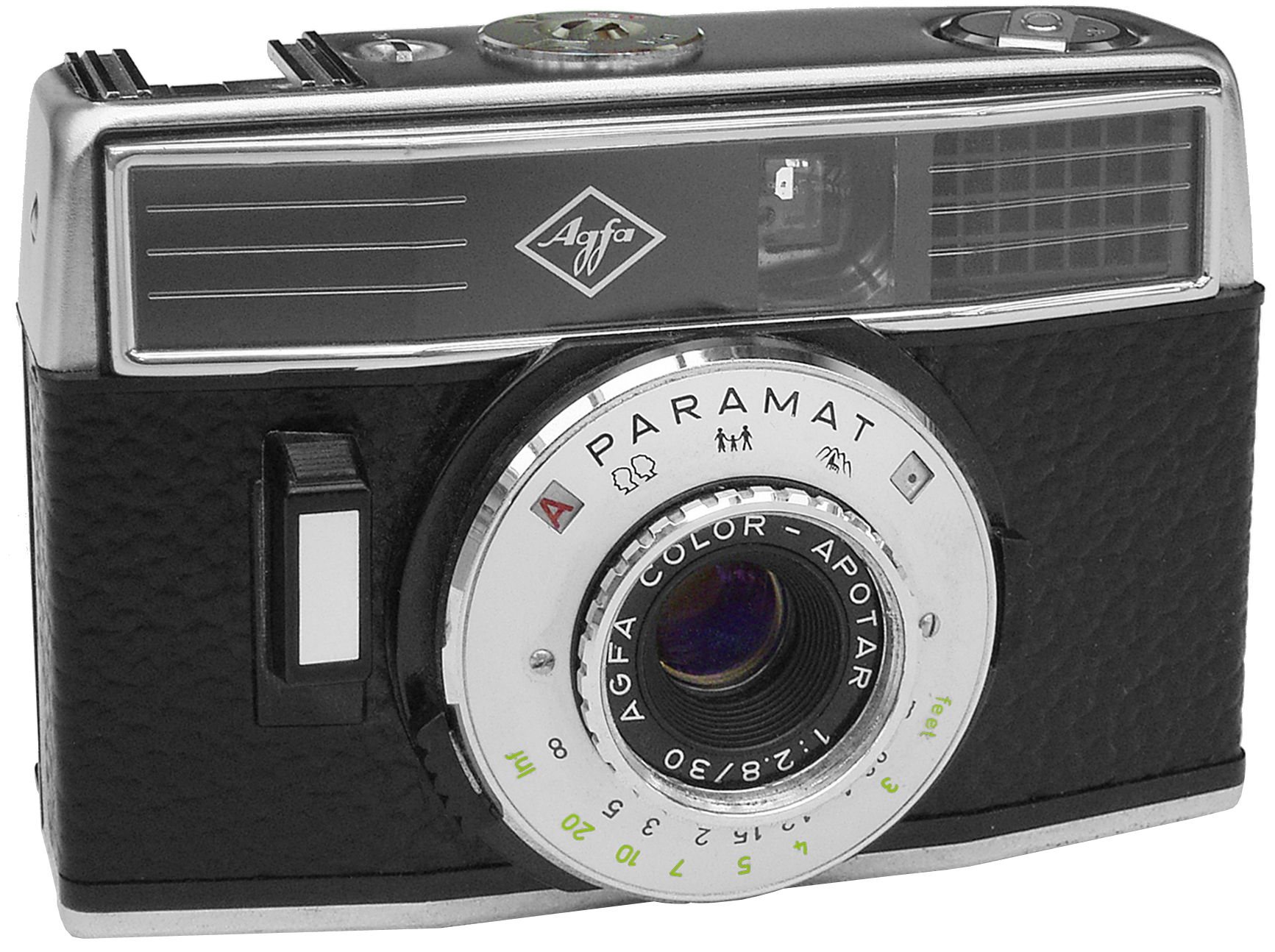
Paramat

### Paramat
Die Paramat bot eine eingeschränkte Belichtungssteuerung, im Automatikbetrieb arbeitete der Verschluss stets mit 1⁄125 s und die mit einer Selenzelle arbeitende Steuerung wählte dazu die passende Blende. Dies geschah mit Drücken des Auslösers auf die erste Stufe, dann erschien auch ein rotes oder grünes Signal oben (bei hochkant gehaltener Kamera) bzw. links im Sucher für Unterbelichtung bzw. genügend Licht vorhanden.
Die Automatik konnte mit dem Einsteller rechts (in Fotografierrichtung) am Objektiv eingeschaltet werden, welcher die Positionen Automatik, Blitzbetrieb und Langzeitaufnahme besaß. Die zugehörigen Buchstaben erschienen in jenem Fenster, das bei der Parat I die Belichtungszeit zeigte Die Filmempfindlichkeit konnte oben auf der Kamera mit einer Münze im Bereich von ISO 10/11° und ISO 250/25° eingestellt werden. Bei Blitzbetrieb arbeitete der Verschluss mit 1⁄30 s und die Blende konnte dann mit dem zweiten Einsteller entsprechend der Parat I gewählt werden, ebenso bei Langzeitaufnahme.
Die Paramat gab es sowohl mit weißer wie auch mit schwarzer Objektivumrandung, sie besaß das gleiche Objektiv wie die Parat I.

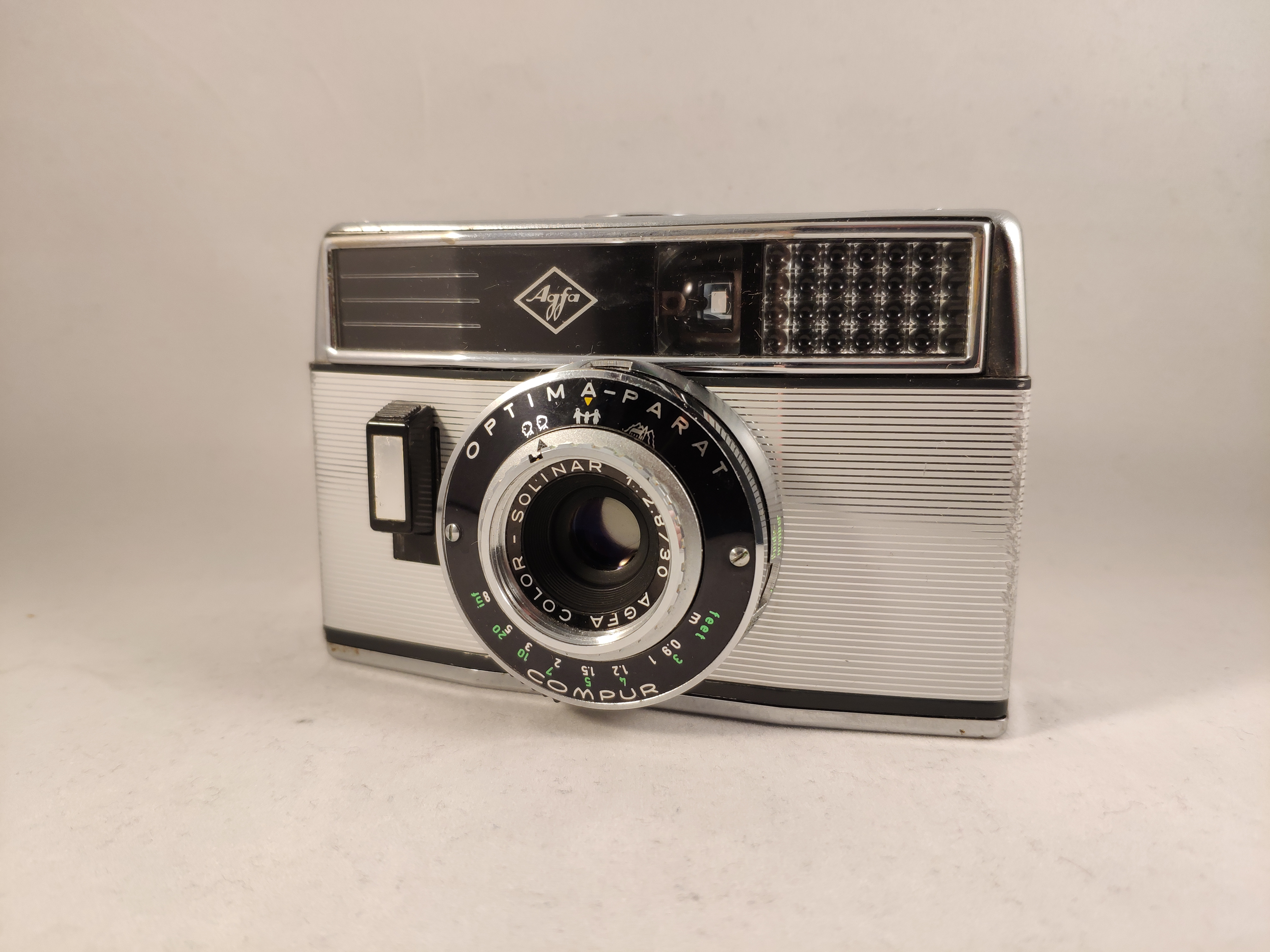
Optima Parat

### Optima Parat
Die Optima Parat konnte man an den aufgeklebten Blechen an ihrem Gehäuse erkennen, deretwegen sie auch „Silberfisch“ genannt wurde, darüber hinaus besteht das ganze Gehäuse aus Metall. Entsprechend der Vollformat-Baureihe Optima arbeitete auch sie mit einer Programmautomatik. Die Steuerung veränderte nicht nur die Belichtungszeit von 1⁄30 s bis zu 1⁄500 s, sie konnte auch bis f/22 abblenden. Von der Paramat unterschied sich diese Kamera darüber hinaus durch ihr vierlinsiges Objektiv Solinar.

### Zubehör
Für Nahaufnahmen bot Agfa das Set Natarix 18 an, bestehend aus einer Nahlinse für den Bereich von 40 cm bis 70 cm Aufnahmeentfernung und einem Plexiglaskeil, welcher zur Blickwinkelkorrektur vor den Sucher geklemmt wurde.
Der sehr seltene Vorsatz Telepar vergrößerte die Brennweite auf 55 mm, als etwa um den Faktor 1,8.

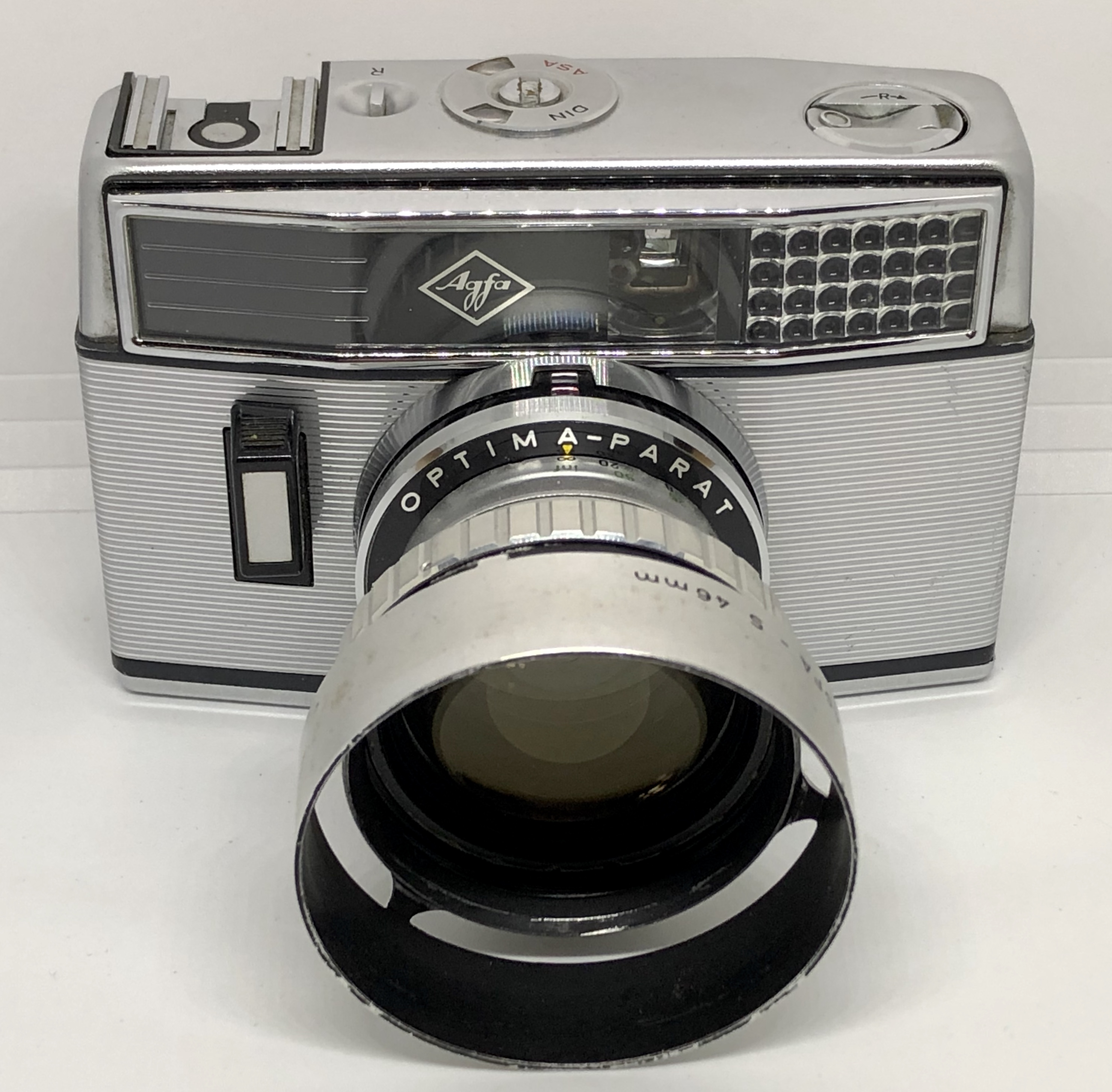
Optima Parat mit Telepar